# Il Grandevetro
Il Grandevetro è un bimestrale di immagini, politica e cultura che fu fondato a Santa Croce sull'Arno (PI) nel 1977 da un gruppo di intellettuali e artisti.
Il Grandevetro si autofinanzia e si regge da allora sul lavoro gratuito di chi vi opera. Il Grandevetro si è costituito nel 2002 in associazione culturale, politica ed artistica.

## Storia
La rivista nacque dalla "Polisportiva Primavera", organizzazione di base della sinistra santacrocese guidata da Sergio Pannocchia negli anni settanta. Pannocchia non solo si interessò della promozione sportiva, ma anche e soprattutto della formazione politica e culturale delle nuove generazioni.
Fu così che attorno a lui si ritrovarono molti artisti e intellettuali di sinistra. Nacque in quegli anni una stagione intensissima di promozione culturale: fu fondato un gruppo teatrale, "La Casagialla"; furono organizzati seminari, cineforum, concerti, dibattiti, mostre.
Nel febbraio del 1977 uscì il primo numero de Il Grandevetro. Il nome fu dato da Romano Masoni, pittore e incisore, in omaggio all'opera di Marcel Duchamp, La sposa messa a nudo dai suoi scapoli, anche (traduzione di "La Mariée mise à nu par ses célibataires, même"), chiamato anche "Grande Vetro".
Fu da questo collettivo che nel 1981 prese le mosse "Il Circolo del Pestival", gruppo di artisti e intellettuali, che stilò un manifesto di interventi culturali nel territorio del Cuoio e della Calzatura di richiamo nazionale.
Fu in occasione delle manifestazioni artistiche e culturali del "Circolo del Pestival", che entrò nella redazione de Il Grandevetro, diventandone direttore, Luciano Della Mea.
S'inaugurò, grazie a lui in modo ufficiale, la nascita delle Edizioni del "Circolo del Pestival", che già esistevano ma che avevano uscite irregolari. 
Fu fondata quindi successivamente la Casa Editrice de Il Grandevetro, in coedizione, per alcune sue collane, I Senzastoria, I Lapislazzuli e I Vagabondi, con la Casa Editrice Jaca Book di Milano.

## Attività culturale
Oltre al bimestrale, l'Associazione culturale de Il Grandevetro edita libri di narrativa e altre numerose pubblicazioni a carattere politico, sociale, artistico.
Dopo la morte di Luciano Della Mea(1924-2003), di Sergio Pannocchia (1936-2008) e di Ivan Della Mea (1940-2009), che ne fu Direttore Responsabile, attualmente (maggio 2014) l'organico redazionale è così composto: 
Direttore responsabile della rivista Alfonso Maurizio Iacono; in redazione: Aldo Bellani, Massimiliano Bertelli, Giovanni Commare (Presidente), Mauro Giani, Marco La Rosa (Segretario e Direttore), Romano Masoni, Simonetta Melani, Maria Beatrice Di Castri, Stefano Biffoli, Enzo Filosa (Vicepresidente), Alfio Pellegrini, Ilario Luperini, Francesco Farina, Giulio Rosa, Giulio Salvestrini.
Vi collaborano e vi hanno collaborato grandi firme del giornalismo italiano tra cui Gianni Mura, Gianpaolo Ormezzano, e della cultura italiana, tra cui il sociologo Mario Aldo Toscano, l'italianista Michele Feo, il giornalista RAI Alberto Severi, il poeta e critico d'arte Dino Carlesi, il musicologo Renzo Cresti, il critico d'arte Nicola Micieli. Numerosi gli scrittori, tra cui ricordiamo Alberto Pozzolini, Attilio Lolini, e innumerevoli gli artisti, i pittori e i fotografi, che occasionalmente hanno collaborato alla impostazione grafica su invito di Romano Masoni o che hanno donato opere per la vita della rivista.
Numerose sono le iniziative culturali promosse. Tra esse il "Premio nazionale di giornalismo sportivo Sergio Pannocchia" che, con cadenza biennale, viene assegnato a un giovane autore di un articolo giornalistico sportivo contraddistinto da qualità e originalità nella scrittura.
La sua sede attuale è a Santa Croce sull'Arno.

## Persone legate aIl Grandevetro
- Ivan Della Mea
- Luciano Della Mea
- Sergio Pannocchia
- Sante Bagnoli
- Antonio Bobò
- Dino Carlesi
- Renzo Cresti
- Alberto Pozzolini
- Marco Cini
- Daniele Ronco
- Michele Feo
- Vinzia Fiorino
- Luciano Luciani
- Gianni Quilici
- Romano Masoni
- Nicola Micieli
- Alberto Severi
- Mario Aldo Toscano
- Pierluca Pontrandolfo
- Armando Sestani
- Simonetta Melani
- Katia Sassoni
- Giovanni Commare